# Загорје (Кршан)
Загорје  (итал. Zagorie di Fianona) је насељено место у саставу општине Кршан у Истарској жупанији, Република Хрватска. До територијалне реорганизације у Хрватској налазили су се у саставу старе општине Лабин.

## Становништво
Према последњем попису становништва из 2011. године у насељу Загорје живео је 116 становника.
| година пописа  | 1857 | 1869 | 1880 | 1890 | 1900 | 1910 | 1921 | 1931 | 1948 | 1953 | 1961 | 1971 | 1981 | 1991 | 2001 | 2011 |
| бр. становника | 0    | 0    | 224  | 334  | 370  | 343  | 0    | 0    | 198  | 156  | 134  | 99   | 91   | 81   | 119  | 116  |

Напомена: У попису 1857. 1969. 1921. и 1931. подаци су садржани у насељу Пломин